# Clic (canal de televisión)
Clic es un canal de televisión por suscripción y un canal FAST latinoamericano de origen mexicano. Su programación está compuesta de entretenimiento y estilo de vida.

## Historia

Logo utilizado desde 2019 hasta 2021

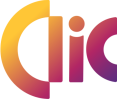
Logotipo utilizado desde 2021 hasta 2023

En 2014, TV Azteca anunció que el canal sería lanzado como Az Clic, el 14 de septiembre de ese año. El 23 de mayo de 2019, Az Clic se renombró como TV Azteca Clic.

## Programas antiguos
Muchos de los programas presentados aquí ya habían sido presentados en televisión abierta; tal es el caso de El Hormiguero MX y Los 25 más, quienes ya eran presentados en Azteca 7 y Azteca Uno, respectivamente. Los demás eran producciones originales.
| Programa transmitido     | Descripción |
| ------------------------ | --- |
| VideoMatch               | Programa que analiza los videos musicales según su relación ya sea con temática, locación o circunstancia de grabación. Conducido por Alex Garza.                                                      |
| Celebrity al Descubierto | Programa de investigación que informa de los secretos de las celebridades. Con Shanik Aspe y Octavio Hinojosa.                                                                                         |
| Suena Latam              | Programa de videos musicales que presenta información de los artistas o detalles de producción de los videos. Conducido por Gabriel Díaz y Karla Cruz.                                                 |
| Super Hit M3             | Programa que muestra el detrás de cámaras del programa Hasta Mañana es Lunes. Muestra el proceso tras bambalinas del programa. Conducen Ivette Hernández, Shanik Aspe, Regina Murguía y Lambda García. |
| El Tribate               | Mesa de debate, con temas polémicos sobre los artistas. Conduce Ivette Hernández. |
| El Hormiguero MX         | Late night show donde se entrevista a variadas celebridades y se le invita a hacer diversas actividades; basado en el programa homónimo del mismo nombre. Conducido por Mauricio Mancera.              |
| Conexión                 | Programa que muestra el lado divertido, oculto e irreverente de la música y sus representantes. Conducen Fer Gay y Alex Garza.                                                                         |
| Mundo Pop                | Programa que muestra los sitios emblemáticos de la cultura pop. Conduce Esteban Macías, encargado de Azteca Espectáculos.                                                                              |
| Rockoleros               | Programa que presenta videoclips clásicos, de culto y hits del momento. Conducen Karenina Ivankovic, Marco Tostado y Cristian Uriza.                                                                   |
| Zona Show                | Programa que presenta avances en teatro, cine, música, shows y cultura. Presentado por Linet Puente y Rafael Gabeiras.                                                                                 |
| Los 25 Más               | Programa que presenta 25 sucesos ocurridos en el mundo del espectáculo; presentando a los artistas involucrados. Conducido por María Inés Guerra y Rosario Murrieta.                                   |
| Be                       | Programa dedicado a la audiencia masculina, que muestra consejos para tener estilo de vida de glamour. Conducen Carlos Marmen y Nohelia Betancourt.                                                    |
| Uncut                    | Programa que muestra todo el proceso interno para la producción de eventos de cultura y entretenimiento.                                                                                               |
| Solo Hits                | Programa que toca música en español; y muestra datos de los artistas. Conducido por Andrea Carreiro y Luis Carlos Muñoz.                                                                               |